# 청양 정혜사 목조석가여래삼불좌상
청양 정혜사 목조석가여래삼불좌상(靑陽 定慧寺 木造釋迦如來三佛坐像)은 대한민국 충청남도 청양군 장평면 정혜사에 있는 불상이다. 2018년 1월 22일 충청남도의 유형문화재 제241호로 지정되었다.
정혜사 목조석가여래삼불좌상은 전체 형태와 특징 등에서 17세기의 이른 시기에 해당하는 법령스님의 작품으로 추정된다.
17세기 전반에 형성된 법령의 불상양식은 17세기 후반에 전라북도와 충청 남도를 중심으로 독자적인 불상양식을 형성하는데 중요한 기반이 되었다.
따라서, 정혜사 목조석가여래삼불좌상은 조선 후기에 유행했던 불상형식으로 조선 후기 불상 연구 뿐 아니라 충청남도에서 크게 활동했던 법령파의 불상 양식을 파악하는 데에도 자료적 가치가 높다.